# Natalia Freire
Natalia Freire (Madrid, España) es una periodista española especializada en Mujer y Deporte, Atletismo y Cultura.

## Trayectoria
Estudió la carrera de periodismo  en la Universidad Complutense de Madrid. Desde 2004 es redactora, presentadora y directora en Radio Marca. En 2004 empezó a presentar La Deporteca, programa dedicado a la música, el cine y los libros relacionados con los deportes. También presenta El Último Runner, programa especializado en atletismo. Desde 2017 presenta Femenino Singular, espacio comprometido con la igualdad y cuyo objetivo es visibilizar y dar voz a las mujeres del deporte.
En paralelo ha sido columnista en Marca y participado como colaboradora o presentadora en actos como el congreso AERCE o la Gala de los “Premios Admiral” y participa como ponente en universidades.